# Wesley Fofana (rugby à XV)
Cet article concerne le joueur de rugby à XV. Pour le footballeur, voir Wesley Fofana (football).

a Compétitions nationales et continentales officielles uniquement.

b Matchs officiels uniquement.
Dernière mise à jour le 5 décembre 2022.
Wesley Fofana, né le 20 janvier 1988 à Paris, est un joueur de rugby à XV français. Il évolue au poste de centre (ou occasionnellement d'ailier) au sein du club français de l'ASM Clermont Auvergne. En 2013, il est élu meilleur premier centre de l'année par l'IRPA (International Rugby Players Association).
Avec l'ASM Clermont Auvergne, il devient champion de France en 2010 et 2017 et remporte le Challenge européen en 2019. 

## Biographie
Wesley Fofana a d'abord joué au football aux côtés de Jérémy Ménez car son père était entraîneur dans ce sport. Il a découvert le rugby au collège Georges Braque de Paris en classe de sixième et a bénéficié précocement des enseignements de Serge Collinet, un formateur réputé, pendant ses quatre années au sein de la section rugby de cet établissement. Il y côtoie Félix Le Bourhis qui le rejoindra en juin 2014 en équipe de France. Son professeur du collège l'oriente vers l'entente SCUF/USO Massif Central Paris, du 13e arrondissement, où il prend une licence à l'USO Massif Central et où il découvre le rugby de club. Il joue de 2003 à 2008 (en cadets et juniors) au Paris université club, puis rejoint le centre de formation et les espoirs de l'ASM Clermont Auvergne en 2008. Il fait ses débuts chez les seniors en 2009 et contribue ainsi à la conquête du titre de champion de France en 2010 sans, malgré tout, disputer la finale.
Après avoir intégré le pôle espoirs de Lakanal en classe de première, il y obtient son bac l'année suivante puis intègre le Pôle France de 2006 à 2007, aux côtés de Morgan Parra, Mathieu Bastareaud, Raphaël Lakafia, Yann David et Yoann Maestri.
Wesley Fofana est un joueur polyvalent capable de couvrir les postes d'ailier, de premier et de second centre. Passé par le rugby à 7, il en conserve des appuis d'une grande tonicité et un sens du jeu aiguisé.

## Carrière

### En équipe nationale
Marc Lièvremont le convoque lors du Tournoi des Six Nations 2011, après la défaite contre l'Italie, mais ne le fait finalement pas figurer sur la feuille de match suivant contre le Pays de Galles.
En janvier 2012, il intègre le groupe de 23 joueurs appelés à jouer le premier match du Tournoi des Six Nations 2012. Il fête ainsi sa première sélection face à l'Italie le 4 février au stade de France, au poste de numéro 12, associé à son partenaire en club Aurélien Rougerie. Il inscrit son premier essai sous le maillot des Bleus à cette occasion, puis ses deuxième et troisième essais respectivement contre l'Écosse et l'Irlande lors de ses 2e et 3e sélections. Contre l'Angleterre, pour sa 4e sélection, il est encore décisif et marque un essai en fin de match.
Positionné à l'aile lors de la tournée de novembre 2012 du XV de France, il inscrit un essai face à l'Australie le 10 novembre, servi par Frédéric Michalak après une percée.
Lors du Tournoi des Six Nations 2013, il inscrit à Twickenham l'un des plus beaux essais du XV de France, d'une course de 70 m et en échappant à six plaquages. Il inscrit un nouvel essai lors de la dernière journée du tournoi, contre l'Écosse.
Le 8 juin 2013, pendant la tournée du XV de France en Nouvelle-Zélande, il inscrit un essai, bien servi après une percée de Florian Fritz.
Lors de la 10e Nuit du rugby, le 21 octobre 2013, il est élu meilleur joueur international français de la saison 2012-2013. Il réalise une bonne tournée de novembre 2013 avec le XV de France en particulier contre la Nouvelle-Zélande, match au cours duquel il franchit la défense adverse à de nombreuses reprises et se montre intraitable en défense avec 9 plaquages.
Il est sélectionné parmi les 23 joueurs pour affronter l'Angleterre lors de la première journée du Tournoi des Six Nations 2014. Lors de la deuxième journée du tournoi, contre l'Italie, il se montre encore décisif en marquant son neuvième essai en sélection et en interceptant une passe conduisant au troisième essai du XV de France. Pendant le match opposant la France au Pays de Galles comptant pour la troisième journée du tournoi, il se fracture une côte, l'obligeant à déclarer forfait pour le reste de la compétition.
Wesley Fofana est sélectionné pour participer à la tournée de juin en Australie. Il dispute les trois matchs du XV de France au poste de centre. Cependant, à l'instar de ses coéquipiers, il se montre très en deçà de son niveau habituel, notamment en attaque où il avait pris l'habitude de briller. Ainsi, il ne peut éviter la déroute de son équipe qui se solde par trois défaites.
Titulaire au poste de centre lors des trois matchs de la tournée de novembre du XV de France, Wesley Fofana inscrit ses dixième et onzième essais sous le maillot bleu respectivement face aux Fidji et face à l'Argentine.
Il est sélectionné pour le Tournoi des Six Nations 2015 pendant lequel il joue trois matchs avant de se blesser aux ischio-jambiers. Il manque ainsi les deux derniers matchs du tournoi.
Le 19 mai 2015, le sélectionneur Philippe Saint-André annonce une liste de 36 joueurs pour préparer la Coupe du monde de rugby sur laquelle figure le centre clermontois. Après un mois de préparation (CNR et stages en altitude à Tignes et Falgos), le sélectionneur annonce une liste de 25 joueurs pour le premier match de préparation contre l'Angleterre, groupe dans lequel n'apparaît pas Wesley Fofana. Lors du deuxième match, il est titulaire au poste de centre aux côtés de Mathieu Bastareaud. Ce match se solde par une victoire de l'équipe de France 25-20. Le lendemain, Philippe Saint-André annonce sa liste définitive des 31 joueurs retenus pour la coupe du monde. Le centre clermontois y figure aux côtés de six de ses coéquipiers de club. Le XV de France dispute un dernier test contre l'Écosse ; Wesley Fofana est titulaire mais sort au bout de 35 minutes, touché à la cuisse. Finalement, la blessure est sans gravité et ne compromet pas sa participation à la Coupe du monde. Cependant, encore gêné par cette blessure à la cuisse avant le match contre l'Italie, il préfère déclarer forfait, ce dont profite Alexandre Dumoulin pour commencer la rencontre. Il joue ensuite l'intégralité de la rencontre contre la Roumanie, associé au centre à Gaël Fickou. Durant le match, il inscrit son premier essai en Coupe du monde. Il est à nouveau titulaire contre le Canada et inscrit un essai dès la deuxième minute de jeu, servi après une percée de Frédéric Michalak. Plus tard dans le match, il manque d'inscrire un doublé en ne contrôlant pas un judicieux coup de pied du même Michalak. Il dispute ensuite le dernier match de poule contre l'Irlande qui se solde par une nette défaite 9-24. À l'issue de ce match, la France termine deuxième de sa poule ce qui l'oblige à affronter les All Blacks en quarts de finale. Face à la Nouvelle-Zélande, Wesley Fofana dispute à nouveau l'intégralité de la rencontre mais ne peut éviter la déroute de son équipe qui s'incline 13-62.
Lors du Tournoi des Six Nations 2016, il ne dispute que les deux derniers matchs de la France contre l'Écosse et l'Angleterre en tant que titulaire au poste d'ailier, victime auparavant d'une blessure qui le prive de début de tournoi.
Le 10 juillet 2016, le sélectionneur Guy Novès dévoile une liste Élite des joueurs protégés par la convention FFR/LNR, dans laquelle apparaît le clermontois malgré le fait qu'il n'ait pas disputé la tournée des Bleus en Argentine. Sélectionné pour les test-matchs de novembre, il est associé à son coéquipier de club Rémi Lamerat contre les Samoa. Il réalise un très bon match, auteur de plusieurs percées et se montrant décisif sur bon nombre des 7 essais de l'équipe de France. La semaine suivante, il inscrit son quatorzième essai avec les Bleus contre l'Australie malgré une défaite des français 23-25.
Le 21 janvier 2017, il se rompt le tendon d'Achille lors d'un match de Coupe d'Europe l'obligeant à déclarer forfait pour le Tournoi des Six Nations 2017. 
Il retrouve l'équipe de France à l'occasion de la tournée de juin 2018 face à la Nouvelle-Zélande. Il joue l'intégralité du troisième test-match au cours duquel il marque son quinzième essai sous le maillot bleu malgré une nette défaite 49-14.
Il figure parmi les 31 joueurs retenus par le staff de l'Equipe de France pour participer à la Coupe du monde de rugby 2019 au Japon. Malheureusement, il se blesse avant le premier match des bleus contre l'Argentine et est forfait pour le reste du mondial. Il est remplacé par le lyonnais Pierre-Louis Barassi.

### En club avec l'ASM Clermont Auvergne
Wesley Fofana connaît sa première apparition chez les professionnels le 16 janvier 2009 en tant que remplaçant, lors d'une rencontre de H-Cup opposant au Stade Marcel Michelin, l'ASM Clermont Auvergne à un autre club français, l'US Montauban (victoire 43 - 10 des auvergnats).
Au cours de cette saison, il sera présent deux fois comme remplaçant avec l'équipe première.
Ce n'est qu'au début de la saison 2009-2010, que Wesley Fofana connaîtra sa première titularisation avec l'ASM lors du premier match de Top 14 contre le CS Bourgoin-Jallieu. Au cours de ce match qu'il joue en intégralité au poste de trois-quarts centre, il se montre décisif en marquant son premier essai chez les professionnels, permettant ainsi à son équipe de l'emporter (28-37). Wesley Fofana commence à faire son trou comme le montre ses titularisations régulières lors des matchs de Top 14. Cependant, en H Cup, il joue peu (seulement une feuille de match en tant que remplaçant), Aurélien Rougerie, Gonzalo Canale et Seremaia Bai étant préférés. À la fin de la saison, Wesley Fofana et son équipe remportent le championnat de France grâce à une victoire 19-6 sur l'USA Perpignan en finale. Les statistiques du centre clermontois sont honorables : il a joué 16 matchs avec l'ASM dont 15 en tant que titulaire pour 4 essais marqués.
La saison 2010-2011 le voit confirmer ses progrès. D'abord à l'aile puis au centre, Wesley Fofana devient un titulaire régulier (17 titularisations en Top 14 et 3 en H Cup) et marque de nouveau 4 essais.

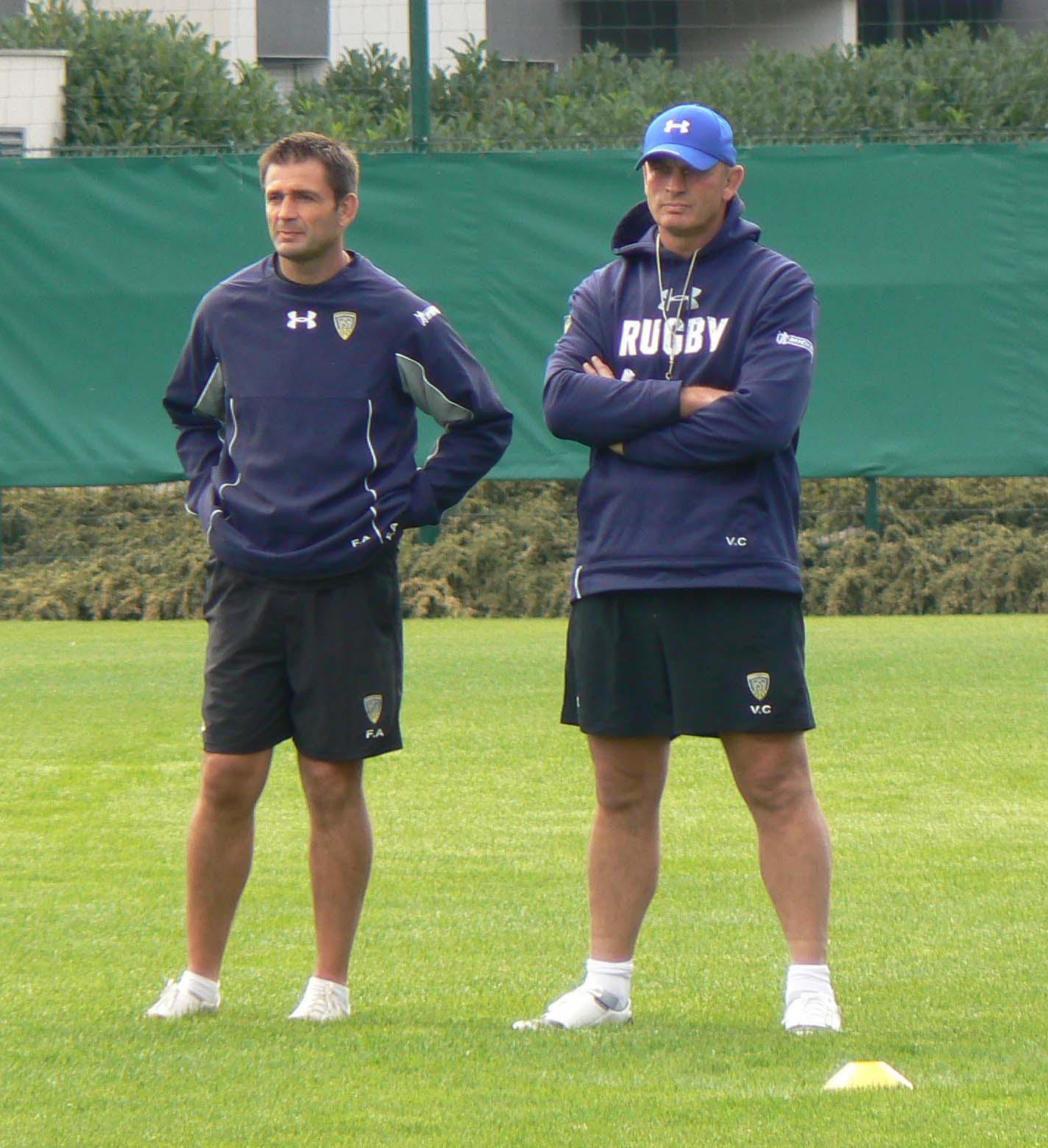
Wesley Fofana est entraîné par Vern Cotter (à droite) de 2008 à 2014 et par Franck Azéma (à gauche) de 2010 à 2021.

Wesley Fofana est très attendu à l'entame de la saison 2011-2012. D'autant plus que de nombreux joueurs clermontois, dont Aurélien Rougerie, sont partis disputer la Coupe du monde de rugby. Pouvant enfin exprimer pleinement son talent en l'absence des internationaux, il réalise un début de saison tonitruant qui nous laisse admirer ses qualités de sprinteur et ses crochets dévastateurs. Durant cette période, il marque trois essais. Le 17 décembre 2011, titularisé au poste de centre, Wesley Fofana contribue grandement à la précieuse victoire de l'ASM contre les Leicester Tigers (30-12) en marquant un doublé. Ces deux essais lui ouvriront les portes de l'Équipe de France. Le 29 avril 2012, lors de la demi-finale de H Cup opposant l'ASM au Leinster, le centre clermontois laisse échapper un ballon d'essai dans les derniers instants du match, privant l'ASM de la finale. Élément majeur de la ligne des trois-quarts clermontois, considérée comme l'une des meilleurs d'Europe, Wesley Fofana terminera sa saison en ayant marqué 8 essais dont 3 en H Cup.
Wesley Fofana commence la saison 2012-2013 avec de l'ambition : faire aussi bien que la saison précédente en termes de jeu et d'essais marqués. Inscrivant un doublé contre Grenoble en Top 14 et contre les Exeter Chiefs en H Cup, il participe grandement aux succès de l'ASM sur quasiment tous les terrains. Le 15 décembre 2012, en H Cup, le centre marque un essai décisif face au Leinster qui permettra à l'ASM de l'emporter (21-28) en terre irlandaise, et, par la même occasion, de s'ouvrir les voies de la qualification pour les phases finales de la compétition. Il inscrira son premier triplé au cours du match opposant l'ASM au SU Agen (66-21) en Top 14 attestant ainsi qu'il est l'un des meilleurs centres en Europe. Auteur de nombreux exploits individuels, il marque un essai spectaculaire contre le Stade toulousain lors de la 25e journée de Top 14 après seulement 38 secondes de jeu en échappant à quatre plaquages. Wesley Fofana se sait très attendu lors de la finale de H Cup opposant l'ASM au RC Toulon. Mais il n'en sera rien : très surveillé par la défense toulonnaise qui ne lui donna aucun espace pour se lancer, il ne fut jamais dans la mesure de créer des brèches. Ainsi, son équipe s'inclina (15-16). Toutefois, sa saison fut très riche avec notamment 10 essais en Top 14 (deuxième meilleur marqueur) et 5 en H Cup.

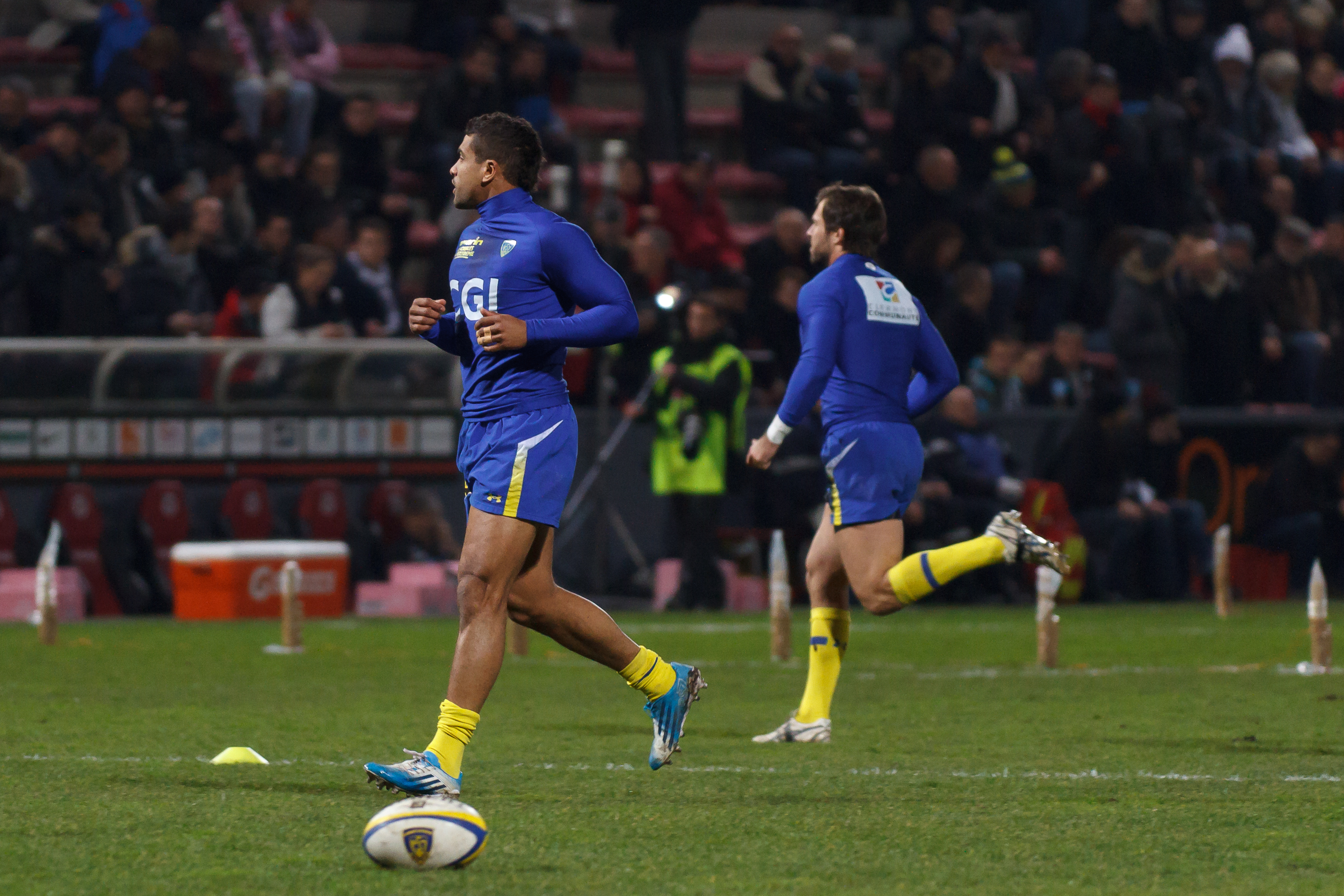
Wesley Fofana à l'échauffement avant un match contre le Stade toulousain en 2014

Wesley Fofana réalise une saison 2013-2014 assez décevante du point de vue des statistiques. En effet, il n'inscrit que 5 essais (3 en Top 14 et 2 en H Cup), ce qui représente une baisse significative de son rendement en comparaison avec la saison passée. Cette baisse peut en partie s'expliquer par le fait qu'il se montre de plus en plus surveillé par les défenseurs adverses d'où ses difficultés, cette saison, à percer les défenses. De plus, la fracture d'une côte, reçue lors du match du tournoi des 6 nations opposant la France et le Pays de Galles, l'a vu mettre un frein à ses performances et l'a fait manquer des matchs importants. Sa saison symbolise celle de son équipe : une saison décevante et sans aucun titre.
Sur les premiers matchs de la saison 2014-2015 qu'il dispute sous le maillot de l'ASM, Wesley Fofana se montre assez discret en inscrivant aucun essai. C'est seulement lors de 3e journée de l'European Rugby Champions Cup pendant un match contre le Munster qu'il marque son premier essai de la saison permettant à son équipe de remporter une victoire historique contre l'équipe irlandaise sur ses propres terres. En Top 14, il inscrit un essai contre le Stade toulousain pour une victoire 24-6. Dans les phases finales de la Coupe d'Europe de rugby, il marque un essai à chaque match portant à quatre son nombre de réalisation dans la compétition. Malgré son essai en finale contre le RC Toulon, l'ASM perd le match 18-24. Contre Grenoble en Top 14, il réalise un très bon match au cours duquel il inscrit un doublé, ce qui permet à son équipe d'empocher une large victoire bonifiée précieuse pour la fin de saison. En fin de saison, l'ASM finit à la deuxième place derrière le RC Toulon. Elle accède directement en demi-finale contre le Stade toulousain. Le centre clermontois dispute l'intégralité du match remporté 18-14. L'ASM se qualifie donc pour la finale contre le Stade français mais Wesley Fofana doit déclarer forfait à cause d'une blessure. Finalement, l'équipe s'incline 6-12 et perd sa deuxième finale. Wesley Fofana termine sa saison en ayant marqué 7 essais (3 en Top 14 et 4 en Coupe d'Europe).
Retenu pour la Coupe du monde, le centre clermontois ne dispute pas les premiers matchs de la saison 2015-2016 en Top 14. Il ne rejoue avec l'ASM qu'en novembre, à l'occasion d'un match contre le Stade français (défaite 14-9). La semaine suivante, il est titulaire lors du premier match de Coupe d'Europe de l'ASM contre les Ospreys qui se solde par une victoire de son équipe 34-29. Wesley Fofana inscrit un essai pendant la rencontre, performance qu'il réédite lors du match retour contre cette même équipe galloise (défaite 21-13) en janvier. Finalement, le centre n'inscrit que 2 essais dans la compétition européenne (pour 4 titularisations).
En Top 14, il dispute 10 rencontres (toutes en tant que titulaire) pour 4 essais marqués dont un en demi-finale contre le Racing 92.
Au cours de la saison 2016-2017, il est titularisé à six reprises en Top 14 ainsi qu'en Coupe d'Europe pour 5 essais marqués (1 en Top 14 et 4 en Coupe d'Europe). Durant ces matchs, son entente avec Rémi Lamerat, arrivé à l'intersaison, fait des merveilles notamment lors des matchs de Coupe d'Europe si bien que Guy Novès les installe comme titulaires en équipe de France. Cependant, la saison du centre clermontois s'arrête brutalement en raison d'une rupture du tendon d'Achille survenue à l'occasion du dernier match de poule contre Exeter le 21 janvier 2017.
Le 4 juin 2017, il devient champion de France pour la deuxième fois à la suite de la victoire de l'ASM contre le RC Toulon (22-16) en finale de Top 14.
Le 28 octobre 2017, Wesley Fofana effectue son retour sur les terrains à l'occasion d'un match de Top 14 contre le Stade français. Il joue en tout 5 matchs de Top 14 et 2 de Coupe d'Europe mais se blesse à nouveau (hernie cervicale) en fin d'année, le rendant indisponible jusqu'en mars 2018. Le clermontois fait son retour lors d'un match contre Pau en Top 14. Il dispute ensuite l'intégralité des matchs de fin de saison de son équipe qui ne parvient pas à atteindre les phases finales de Top 14 ni à se qualifier pour les demi-finales de Coupe d'Europe. Il termine sa saison, marquée par de longues périodes d'indisponibilité, avec un maigre bilan de 3 essais au compteur (2 en Top 14 et 1 en Coupe d'Europe).
Le 18 juillet 2022, le joueur clermontois annonce prendre sa retraite à la suite des blessures à répétition depuis deux ans .

## Palmarès

### En club
ASM Clermont Auvergne
- Vainqueur du Championnat de France (2) en 2010 et 2017.
- Vainqueur du Challenge européen (1) en 2019.
- Vainqueur du Championnat de France Espoirs (1) en 2010.
- Finaliste de la Coupe d'Europe (3) en 2013, 2015 et 2017.
- Finaliste du Championnat de France (2) en 2015 et 2019.
- Finaliste du Championnat de France Espoirs (1) en 2009.

### En équipe nationale
- Nombre de sélections : 48[3]

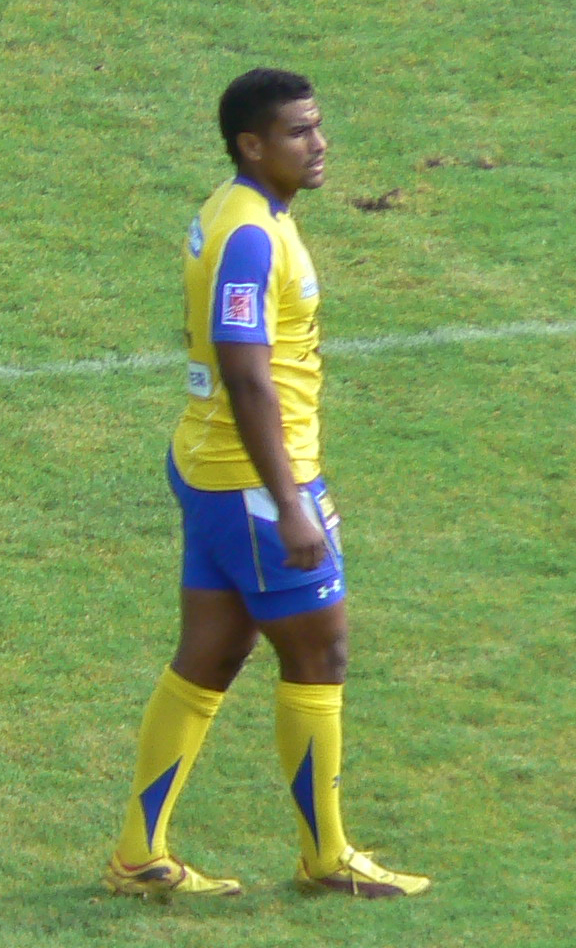
Wesley Fofana avec l'ASM Clermont Auvergne en août 2010

- Sélections par année : 10 en 2012, 11 en 2013, 9 en 2014, 9 en 2015, 5 en 2016, 1 en 2018 et 3 en 2019
- Nombre de points marqués : 75 (15 essais)
- Tournoi des Six Nations disputés : 2012, 2013, 2014, 2015, 2016 et 2019
- Équipe de France de rugby à 7 en 2009
- Équipe de France -18 ans 2005-2006
- Équipe de France -19 ans 2006-2007 : 5e des Championnats du monde 2007
- Équipe de France -20 ans 2007-2008 : 3e des 6 Nations et 6e de la Coupe du monde

#### Tournoi des Six Nations
| Édition          | Rang | Résultats France | Résultats W.Fofana | Matchs W.Fofana |
| Six Nations 2012 | 4    | 2 v, 1 n, 2 d    | 2 v, 1 n, 2 d      | 5/5             |
| Six Nations 2013 | 6    | 1 v, 1 n, 3 d    | 1 v, 1 n, 3 d      | 5/5             |
| Six Nations 2014 | 4    | 3 v, 0 n, 2 d    | 2 v, 0 n, 1 d      | 3/5             |
| Six Nations 2015 | 4    | 2 v, 0 n, 3 d    | 1 v, 0 n, 2 d      | 3/5             |
| Six Nations 2016 | 5    | 2 v, 0 n, 3 d    | 0 v, 0 n, 2 d      | 2/5             |
| Six Nations 2019 | 4    | 2 v, 0 n, 3 d    | 0 v, 0 n, 1 d      | 1/5             |

#### Coupe du monde
Wesley Fofana dispute un seul mondial durant sa carrière : lors de l'édition 2015 en Angleterre. Il est de nouveau convoqué pour disputer le mondial 2019 au Japon cependant une blessure le contraint à déclarer forfait. Il sera remplacé par Pierre-Louis Barassi. 
| Édition         | Rang               | Résultats France | Résultats Wesley Fofana | Matchs Wesley Fofana |
| --------------- | ------------------ | ---------------- | ----------------------- | -------------------- |
| Angleterre 2015 | Quart de finaliste | 3 v, 0 n, 2 d    | 2 v, 0 n, 2 d           | 4/5                  |

Légende : v = victoire ; n = match nul ; d = défaite.

#### Liste des essais
| Essai | Adversaire       | Lieu                       | Stade                      | Compétition             | Date              | Résultat  |
| ----- | ---------------- | -------------------------- | -------------------------- | ----------------------- | ----------------- | --------- |
| no 1  | Italie           | Paris, France              | Stade de France            | Tournoi des Six Nations | 4 février 2012    | Victoire  |
| no 2  | Écosse           | Édimbourg, Écosse          | Murrayfield Stadium        | Tournoi des Six Nations | 26 février 2012   | Victoire  |
| no 3  | Irlande          | Paris, France              | Stade de France            | Tournoi des Six Nations | 4 mars 2012       | Match nul |
| no 4  | Angleterre       | Paris, France              | Stade de France            | Tournoi des Six Nations | 11 mars 2012      | Défaite   |
| no 5  | Australie        | Paris, France              | Stade de France            | Test match              | 10 novembre 2012  | Victoire  |
| no 6  | Angleterre       | Londres, Angleterre        | Stade de Twickenham        | Tournoi des Six Nations | 23 février 2013   | Défaite   |
| no 7  | Écosse           | Paris, France              | Stade de France            | Tournoi des Six Nations | 16 mars 2013      | Victoire  |
| no 8  | Nouvelle-Zélande | Auckland, Nouvelle-Zélande | Eden Park                  | Test match              | 8 juin 2013       | Défaite   |
| no 9  | Italie           | Paris, France              | Stade de France            | Tournoi des Six Nations | 9 février 2014    | Victoire  |
| no 10 | Fidji            | Marseille, France          | Stade Vélodrome            | Test Match              | 8 novembre 2014   | Victoire  |
| no 11 | Argentine        | Paris, France              | Stade de France            | Test Match              | 22 novembre 2014  | Défaite   |
| no 12 | Roumanie         | Londres, Angleterre        | Stade olympique de Londres | Coupe du monde          | 23 septembre 2015 | Victoire  |
| no 13 | Canada           | Milton Keynes, Angleterre  | Stadium mk                 | Coupe du monde          | 1er octobre 2015  | Victoire  |
| no 14 | Australie        | Paris, France              | Stade de France            | Test Match              | 19 novembre 2016  | Défaite   |
| no 15 | Nouvelle-Zélande | Dunedin, Nouvelle-Zélande  | Forsyth Barr Stadium       | Test Match              | 23 juin 2018      | Défaite   |

### Distinctions personnelles
- Oscars du Midi olympique :  Oscar d'Argent 2012
- Oscars du Midi olympique :  Oscar d'Or 2013
- Nuit du rugby 2013 : Meilleur joueur international français pour la saison 2012-2013[25].
- Nomination dans le Player's World XV of the year 2013, désigné par l'IRPA (International Rugby Players' Association, association internationale des joueurs de rugby), qui récompense les meilleurs joueurs de l'année poste par poste[26].